# 熊丁蛛
熊丁蛛（学名：Dingosa ursina）为狼蛛科丁蛛属的动物。在中国大陆，分布于甘肃、四川、山东等地。该物种的模式产地在甘肃、四川。